# Loch (Coleridge)

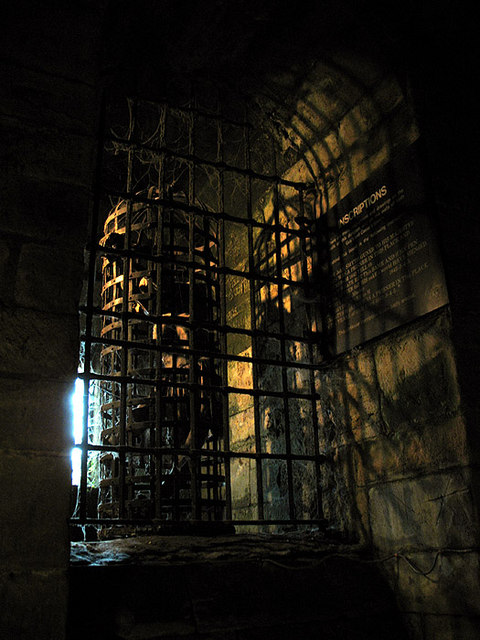
Loch na zamku Warwick

Loch (ang. Dungeon) – wiersz angielskiego poety romantycznego Samuela Taylora Coleridge’a, opublikowany w 1798 we wspólnym tomie Coleridge’a i Williama Wordswortha Ballady liryczne.

## Forma
Utwór liczy trzydzieści wersów. Został napisany wierszem białym (blank verse), czyli nierymowanym pentametrem jambicznym, to znaczy sylabotonicznym dziesięciozgłoskowcem, w którym akcenty padają na parzyste sylaby wersu.

And this place our forefathers made for man!
This is the process of our love and wisdom,
To each poor brother who offends against us -
Most innocent, perhaps -and what if guilty?
Is this the only cure? Merciful God!
Each pore and natural outlet shrivelled up
By Ignorance and parching Poverty,

## Przekład
Na język polski omawiany utwór przełożył Zygmunt Kubiak.
Zobacz też: Nightingale (Coleridge), Rymy o starym marynarzu (poemat)